# Укртелеком

«Укртелеко́м» (ПФТС: UTLM, Українська біржа: UTLM) — українська телекомунікаційна компанія на ринку комплексних послуг, найбільший в країні оператор фіксованого зв'язку.
Компанія надає практично всі види сучасних телекомунікаційних послуг — телефонний зв'язок; доступ до Інтернету; інтерактивне телебачення.

## Діяльність
Акціонерне товариство «Укртелеком» — одна з найбільших телекомунікаційних компаній в Україні, що пропонує своїм клієнтам у всіх регіонах країни практично всі види сучасних телекомунікаційних послуг. Як інфраструктурний оператор АТ «Укртелеком» фокусується насамперед на розвитку швидкісної оптичної мережі інтернет-доступу, зокрема протягом останніх років втілює проєкт заміни мідних кабелів на оптичні. На початок 2021 року мережа інтернет-доступу Укртелекому охоплює 3322 населених пункти, понад 2000 територіальних громад, медичних і навчальних закладів підключено до оптичної інтернет-мережі оператора. 
АТ «Укртелеком» є одним з найбільших платників податків та роботодавців у галузі.
Протягом 2023 року Укртелеком забезпечував доступ до інтернету на рівні 90% від кількості населених пунктів, покритих мережею оператора до початку повномасштабного російського вторгнення, відновлював зв'язок у деокупованих населених пунктах, розбудовував оптичну інфраструктуру та реалізував низку стратегічно важливих проєктів задля забезпечення сталого та якісного надання телекомпослуг ЗСУ, державним органам, бізнесу та населенню.
У 2024 році Укртелеком продовжив забезпечувати телекомунікаційними послугами Збройні Сили України, державні органи, бізнес, об’єкти соціальної інфраструктури та населення по всій країні. Незважаючи на складні умови, компанія підтримувала доступ до послуг інтернету у 90% населених пунктів, покритих своєю мережею до початку повномасштабного російського вторгнення. Укртелеком активно інвестував у розбудову оптичної мережі, посилював кіберзахист, надавав допомогу Силам оборони України та своєчасно сплачував податки.

## Історія
У 1993 році було зареєстровано Українське відділення електрозв’язку «Укрелектрозв’язок», яке наступного року було році перейменовано в «Укртелеком». У 1998 році підприємство реорганізовано у єдине держпідприємство. У 2000 році, після завершення корпоратизації перетворено у ВАТ «Укртелеком». 
Мобільний зв’язок – в 2005 році компанія отримала ліцензію на надання послуг мобільного зв'язку з використанням стандарту UMTS/W-CDMA. З 1 листопада 2007 року філія «Утел» ВАТ «Укртелеком» ввела мережу в комерційну експлуатацію. 
Станом на 2011 рік, мережа 3G була доступною більш ніж у 100 містах України, де мешкає близько 35 % населення країни, зокрема в усіх обласних, а також найбільших промислових та адміністративних центрах України. На виконання рішення загальних зборів акціонерів, які відбулися 14 червня 2011 року, АТ «Укртелеком» заснувало дочірню компанію «ТриМоб», якій передано всю діяльність із надання послуг рухомого (мобільного) зв'язку. З 1 січня 2012 року послуги мобільного зв'язку почали надаватися через «ТриМоб».
Код мережі стільникового мобільного зв'язку — 91. У 2014 році було запроваджено нову операційну модель управління бізнесом що дозволило змінити організаційну структуру компанії, спростити внутрішні бізнес-процеси та пришвидшити прийняття рішень.
У 2015 році розпочалась масштабна технічна модернізація телекомунікаційної мережі АТ «Укртелеком», що дозволило надавати абонентам швидший доступ до інтернету за рахунок запровадження нових продуктів, як швидкісний інтернет за технологією VDSL (до 50 Мбіт/с), цифрова телефонія, можливість проведення оптичного кабелю до квартири чи офісу та інтернет-доступ на швидкості до 1 Гбіт/с тощо.
Технологічну підтримку проєкту здійснює компанія Huawei, а фінансову — China Development Bank. На першому етапі довгострокового співробітництва з CDB «Укртелеком» отримав кредит у розмірі 50 млн дол., загальна ж сума кредитної лінії склала 400 млн доларів США. Ці кошти призначені для модернізації мережі доступу у шести найбільших містах України. Модернізація передбачає побудову національної структури управління мережею з єдиним центром керування у Києві та резервним у Дніпропетровську, а також впровадження сучасніших технологій. 
З 1 березня 2017 року АТ «Укртелеком» припинив надання послуг на окупованій РФ частині Донецької та Луганської областей, через втручання невстановлених осіб у роботу мережі та захоплення офісів озброєними особами. Доступ до Інтернету та телефонного зв’язку втратили близько 200 тисяч осіб. 
У 2018 році АТ «Укртелеком» презентувало масштабний проєкт щодо скорочення цифрового розриву між містом і селом, який передбачав будівництво оптичної інфраструктури для доступу до інтернет у 8 тисяч населених пунктах України. Проєкт передбачав будівництво та експлуатацію мереж фіксованого інтернет-доступу за технологіями ADSL, VDSL, FTTB/C, FTTH по всій території України, що дозволить підключити до інтернету навчальні, медичні заклади а також територіальні громади. У компанії мають намір підвищити проникнення фіксованого інтернету до середньоєвропейського рівня 97 %.
Навесні 2019 року оператор розпочав розбудову мережі оптичного інтернету за технологією GPON, що дозволило підключити до швидкісного оптико-волоконного інтернету мешканців понад 300 невеликих міст та сіл. Перші підключення до оптики відбулись вже у липні того ж року. Роботи з підключення до оптичного інтернету продовжились у 2020 році – було прокладено понад 10000 кілометрів мережі, підключено сотні населених пунктів, що стало відповіддю компанії на виклики пандемії коронавірусу в Україні. Роботи було продовжено і 2021 році – протягом І кварталу прокладено 1,5 тисячі кілометрів волоконно-оптичного кабелю, підключено 12 територіальних громад, майже 150 освітніх та 90 медичних закладів. Загалом оптичний інтернет  отримує понад 1100 навчальних та 780 медичних закладів, підключено 374 ОТГ.
У 2021 році, рішенням річних загальних зборів акціонерів ПАТ «УКРТЕЛЕКОМ», які відбулися 22 квітня 2021 року, було змінено повне найменування Товариства українською мовою з ПУБЛІЧНОГО АКЦІОНЕРНОГО ТОВАРИСТВА «УКРТЕЛЕКОМ» на АКЦІОНЕРНЕ ТОВАРИСТВО «УКРТЕЛЕКОМ» та скорочене найменування українською мовою з ПАТ «УКРТЕЛЕКОМ» на АТ «УКРТЕЛЕКОМ».

## Приватизація
12 жовтня 2010 року, Кабінет Міністрів України оголосив дату та стартову ціну продажу контрольного пакету «Укртелекому». Конкурс було призначено на 28 грудня 2010 року. Стартова ціна становила — 92,791 % акцій компанії — 10,5 млрд грн.
Компанія «ЕСУ», дочка австрійського інвестиційно-фінансового консорціуму EPIC (через Epic Telecom Invest Ltd. з Кіпру), стала єдиним претендентом на купівлю акцій АТ «Укртелекому», що стало причиною застосування ФДМУ процедури оцінки вартості пакету акцій компанії. Експертна оцінка на 75 млн гривень перевищила встановлену ФДМУ стартову ціну приватизаційного конкурсу, проведення якого було призначено на 28 грудня 2010. У лютому 2011 «ЕСУ» офіційно погодилася придбати 92,79 % телекомунікаційної АТ «Укртелеком» за запропонованою ФДМУ ціною 10,575 млрд гривень.
11 березня 2011 року, ФДМУ продав компанії «ЕСУ» 92,791 % акцій телекомунікаційної компанії «Укртелеком» за 10 млрд 575,1 млн гривень. Угоду було завершено 10 травня 2011 року. Решта акцій належить 61 170 фізичним та юридичним особам.
4 жовтня 2013 року, ПАТ «Укртелеком» став частиною Групи СКМ. У результаті завершення операції купівлі 100 % акцій компанії UA Telecominvest Limited (Кіпр), якій належать корпоративні права ТОВ «ЕСУ» (володіла 92,79 % акцій ПАТ «Укртелеком»), Група СКМ стала мажоритарним акціонером компанії. 
Керівником ПАТ «Укртелеком» з 24 лютого 2014 року став Курмаз Юрій Павлович. Кінцевий бенефіціарний власник (контролер) — Ахметов Рінат Леонідович.

## Послуги
АТ «Укртелеком» надає повний спектр телекомунікаційних як для корпоративних, так і приватних клієнтів. Зокрема компанія надає конвергаційні телекомунікаційні послуги з використання 3G мережі оператора «Тримоб» та його роумінг-партнера (докл. див. ТриМоб), що покриває 98 % території країни. «Укртелеком» надає доступ до мережі інтернет як з використанням мідних технологій, так і оптичних для приватних так і корпоративних клієнтів. Укртелеком забезпечує трансляцію інтерактивного TV. «Укртелеком» є національним лідером у наданні послуг телефонії, зокрема домашніх телефонів – які забезпечуються традиційними лініями телефонного зв’язку, так і інтернет-телефонії, та різноманітних послуг телефонії для бізнес-клієнтів.
Протягом 2023 року на відновлення інфраструктури було витрачено 20 млн грн, що дозволило відновити майже 430 км оптичних ліній та 16 км мідних ліній зв’язку, функціонування 10 регіональних вузлів зв’язку.
Інтернет-послуги від Укртелекому надаються у 90% населених пунктів України, що покриті мережею оператора станом на початок повномасштабного російського вторгнення.
Протягом 2023 року було прокладено майже 5,3 тисячі кілометрів волоконно-оптичного кабелю.
Загалом понад 1250 медичних та майже 1700 учбових закладів мають доступ до високошвидкісного оптичного інтернету.
Укртелеком продовжує системно інвестувати в розвиток оптичної телекомунікаційної інфраструктури, забезпечуючи користувачам сучасний, швидкий і надійний зв'язок. Компанія активно розширює оптичну мережу FTTH/P за технологією GPON, яка дозволяє окрім чисельних переваг пропонувати споживачам і більш енергонезалежний інтернет.
Протягом 2024 року було прокладено майже 7 тисяч кілометрів волоконно-оптичного кабелю, що дозволило забезпечити можливість підключення до сучасних сервісів для 3 мільйонів домогосподарств (Homepass) по всій країні.
Загалом більше 70% користувачів інтернету від Укртелеком вже користуються оптичною технологією доступу, серед яких понад 1300 медичних і близько 1780 освітніх закладів.
Кількість підключень до оптичної мережі продовжує зростати у всіх сегментах. Протягом року до оптичної інфраструктури Укртелекому було підключено 230 медичних та освітніх закладів. Загальна кількість нових підключень до оптичної мережі Укртелеком збільшилася на 22%.
Укртелеком продовжує робити все можливе, щоб забезпечити стабільну роботу мережі навіть під час відключень зовнішнього електропостачання. У 2024 році компанія витратила майже 700 тисяч літрів палива на суму близько 30 млн грн і 18 тисяч літрів мастила на 1,4 млн грн для забезпечення безперебійної роботи мережі під час знеструмлень через ворожі атаки.

## Продаж та використання комерційної нерухомості
У зв’язку з відмовою від використання аналогових АТС, які раніше використовувались для підтримки стаціонарного телефонного зв’язку в «Укртелекому» з’явився великий пакет надлишкового нерухомого майна, яке розташоване по всій території України. Також чимало площ звільнилось завдяки технічному переоснащенню компанії. Загальний портфель нерухомості компанії становить 2,8 млн кв. м, з яких  під комерційні цілі використовується лише близько 30 % нерухомості. У 2020 році компанія виставила на майданчик Prozorro 1500 нових об'єктів комерційної нерухомості загальною площею 260 000 кв. м., серед яких і невеликі офіси, і приміщення на 3000 кв.м. Щорічно в залежності від темпів модернізації компанія пропонує ринку майже 70 000 кв. м нових площ.
У 2020 році надходження від комерційної оренди майна, незадіяного у виробничих процесах, збільшилися у порівнянні з попереднім роком на 14 % і становили 332 млн грн.
Протягом 2023 року доходи від комерційної оренди нерухомості, що вивільнена завдяки модернізації мережі, на майже на 35% більше у порівнянні з 2022 роком і склали понад 500 млн грн.
У 2024 році доходи від комерційної оренди склали майже 450 млн грн (без урахування відшкодування витрат на електроенергію, теплопостачання, комунальні послуги), а по кількості переданих площ в оренді більше ніж 530 тис м2 вийшли на рівень, котрий перевищив обсяг до початку повномасштабного вторгнення.

## Зарядні станції
Новим напрямком діяльності АТ «Укртелеком» стало відкриття станцій зарядки електромобілів у співпраці з мережею електричних зарядних станцій «IONITY». Проєкт стартував у 2020 році, коли на майданчиках АТ «Укртелекому» було встановлено 17 зарядних станцій.
З 1 січня 2021 року АТ «Укртелеком» розпочало власний проєкт з надання послуги заряджання електротранспорту на власних зарядних станціях UTrecharge. В межах пілотного проекту встановлено 50 таких станцій в Києві та передмісті – Ірпені, Ворзелі, Бучі, Вишгороді, Борисполі.

## Фінансові показники
За результатами 2023 року загальний дохід АТ «Укртелеком» склав понад 5 млрд грн, що на 10% менше, ніж у попередньому році. EBITDA склала понад 1 млрд грн. Маржа EBITDA склала 21,1%. Капітальні інвестиції у 2023 році становили майже 500 млн грн.
Укртелеком, як найбільший платник податків серед операторів та провайдерів фіксованого зв’язку в Україні, у 2023 році сплатив понад 1,35 млрд грн податків і зборів до бюджетів усіх рівнів. 
За підсумками 2024 року (дані за 2024 рік згідно з неаудійованою фінансовою звітністю) загальний дохід АТ «Укртелеком» становить майже  5,3 млрд грн, що на 4,6 % більше порівняно з попереднім роком. EBITDA становила більш ніж 970 млн грн, з маржею EBITDA на рівні 20,0%. Капітальні інвестиції зросли на 60% у порівнянні з попереднім роком і становили понад 750 млн грн. Загальні інвестиції в розвиток компанії перевищили 900 млн грн.
Укртелеком залишається одним із найбільших платників податків у телекомунікаційній галузі України. У 2024 році компанія перерахувала до бюджетів усіх рівнів понад 1,33 млрд грн податків і зборів.

## Російське вторгнення в Україну
З початку повномасштабної війни Укртелеком системно підтримує Сили Оборони у межах ініціативи «Сталевий фронт Ріната Ахметова». На оборонні потреби спрямовано понад 210 млн грн благодійної допомоги.
Під час російського повномасштабного вторгнення в Україну було пошкоджено майже 260 об'єктів компанії «Укртелеком», при цьому близько 50 з них були повністю зруйновані. Найбільш значних руйнувань було завдано вузлам, що знаходяться на територіях, що перебувають під контролем Донецької та Луганської областей, а також Харківської, Запорізької та Херсонської областей. Згідно з оцінками, втрати компанії «Укртелеком» на тимчасово окупованих територіях складають понад 700 млн грн. у грошовому еквіваленті.
Загальні руйнівні наслідки російської агресії для Укртелекому сягають 2,8 млрд грн, що переважно зумовлено економічним знеціненням операційних активів.
Укртелеком системно надає підтримку Силам оборони України.
У лавах ЗСУ захищають українську землю майже 400 співробітників Укртелекому.
Попри складні умови воєнного часу, Укртелеком проводить аварійно-відновлювальні роботи скрізь, де це можливо, включаючи прифронтові та деокуповані населені пункти. За 2024 рік фахівці компанії майже 3 тисячі разів відновлювали телекомунікаційні мережі. Було відновлено роботу двох регіональних вузлів зв’язку. На відновлення інфраструктури, пошкодженої внаслідок воєнних дій, витрачено 8,3 млн грн.

## Судові розгляди
На початку лютого 2024 року, виконавчою службою було заарештовано 93 % акцій «Укртелекому», які повинні бути продані для погашення 1,8 млрд грн боргу власника компанії ТОВ «ЕСУ» — перед АТ «Ощадбанк». Також повідомляється, що судові спори поміж АТ «Укртелеком» та АТ «Ощадбанк» тривали ще з серпня 2015 року.